# Siphlonurus mirus
Espèce
Siphlonurus mirus est une espèce d'insectes de l'ordre des Ephemeroptera (les éphémères), de la famille des Siphlonuridae.

## Répartition géographique
Cette espèce se rencontre au Canada et dans le territoire américain continental.